# Campionato Paulista 2014
Il Campionato Paulista 2014 (Paulistão Chevrolet 2014 per ragioni di sponsor) è stata la 113ª edizione della massima serie calcistica dello Stato di San Paolo.

## Gruppo A
| Squadra           | P.ti | G  | V | N | P | GF | GS | DR  |
| ----------------- | ---- | -- | - | - | - | -- | -- | --- |
| San Paolo         | 27   | 15 | 8 | 3 | 4 | 28 | 15 | +13 |
| Penapolense       | 19   | 15 | 6 | 1 | 8 | 14 | 17 | -3  |
| Linense           | 16   | 15 | 5 | 1 | 9 | 9  | 21 | -12 |
| Comercial-SP      | 12   | 15 | 3 | 3 | 9 | 13 | 21 | -8  |
| Atlético Sorocaba | 11   | 15 | 2 | 5 | 8 | 16 | 29 | -13 |

Legenda:

      Promosse ai play-off
      Retrocessione

## Gruppo B
| Squadra          | P.ti | G  | V | N | P | GF | GS | DR |
| ---------------- | ---- | -- | - | - | - | -- | -- | -- |
| Botafogo-SP      | 28   | 15 | 9 | 1 | 5 | 23 | 20 | +3 |
| Ituano           | 28   | 15 | 8 | 4 | 3 | 16 | 10 | +6 |
| Corinthians      | 24   | 15 | 7 | 3 | 5 | 24 | 19 | +5 |
| Audax            | 23   | 15 | 6 | 5 | 4 | 17 | 15 | +2 |
| XV de Piracicaba | 19   | 15 | 5 | 4 | 6 | 18 | 18 | 0  |

      Promosse ai play-off
      Retrocessione

## Gruppo C
| Squadra      | P.ti | G  | V  | N | P  | GF | GS | DR  |
| ------------ | ---- | -- | -- | - | -- | -- | -- | --- |
| Santos       | 36   | 15 | 11 | 3 | 1  | 39 | 16 | +23 |
| Ponte Preta  | 24   | 15 | 8  | 0 | 7  | 17 | 23 | -6  |
| São Bernardo | 23   | 15 | 6  | 5 | 4  | 23 | 18 | +5  |
| Portuguesa   | 20   | 15 | 6  | 2 | 7  | 23 | 19 | +4  |
| Paulista     | 4    | 15 | 0  | 4 | 11 | 14 | 31 | -17 |

Legenda:

      Promosse ai play-off
      Retrocessione

## Gruppo D
| Squadra    | P.ti | G  | V  | N | P  | GF | GS | DR  |
| ---------- | ---- | -- | -- | - | -- | -- | -- | --- |
| Palmeiras  | 35   | 15 | 11 | 2 | 2  | 27 | 13 | +14 |
| Bragantino | 23   | 15 | 7  | 2 | 6  | 17 | 18 | -1  |
| Rio Claro  | 20   | 15 | 5  | 5 | 5  | 29 | 27 | +2  |
| Mogi Mirim | 17   | 15 | 4  | 5 | 6  | 25 | 30 | -5  |
| Oeste      | 11   | 15 | 3  | 2 | 10 | 16 | 28 | -12 |

      Promosse ai play-off
      Retrocessione

## Play-Off

### Quarti di Finale
| Squadra 1   | Risultato         | Squadra 2   |
| ----------- | ----------------- | ----------- |
| Botafogo-SP | 0 - 0 (1 - 4 dcr) | Ituano      |
| Santos      | 4 - 0             | Ponte Preta |
| San Paolo   | 0 - 0 (4 - 5 dcr) | Penapolense |
| Palmeiras   | 2 - 0             | Bragantino  |

### Semifinali
| Squadra 1 | Risultato | Squadra 2   |
| --------- | --------- | ----------- |
| Palmeiras | 0 - 1     | Ituano      |
| Santos    | 3 - 2     | Penapolense |